# クリエイティブアーティスツ
有限会社クリエイティブアーティスツは、映像関係のアーティストのプロデュースおよびマネジメント、映像作品の企画販売を行う会社である。
主として、FLASHを使ったアニメーションやWEB作品、ならびにFLASHクリエイターを手がけている。

## 主な所属アーティスト
- 青池良輔
- イーチャン

## 主なプロデュース作品
- CATMAN
- PERESTROIKA
- がんばれハチロー
- モンドガール アロ恵